# Liu Dejun

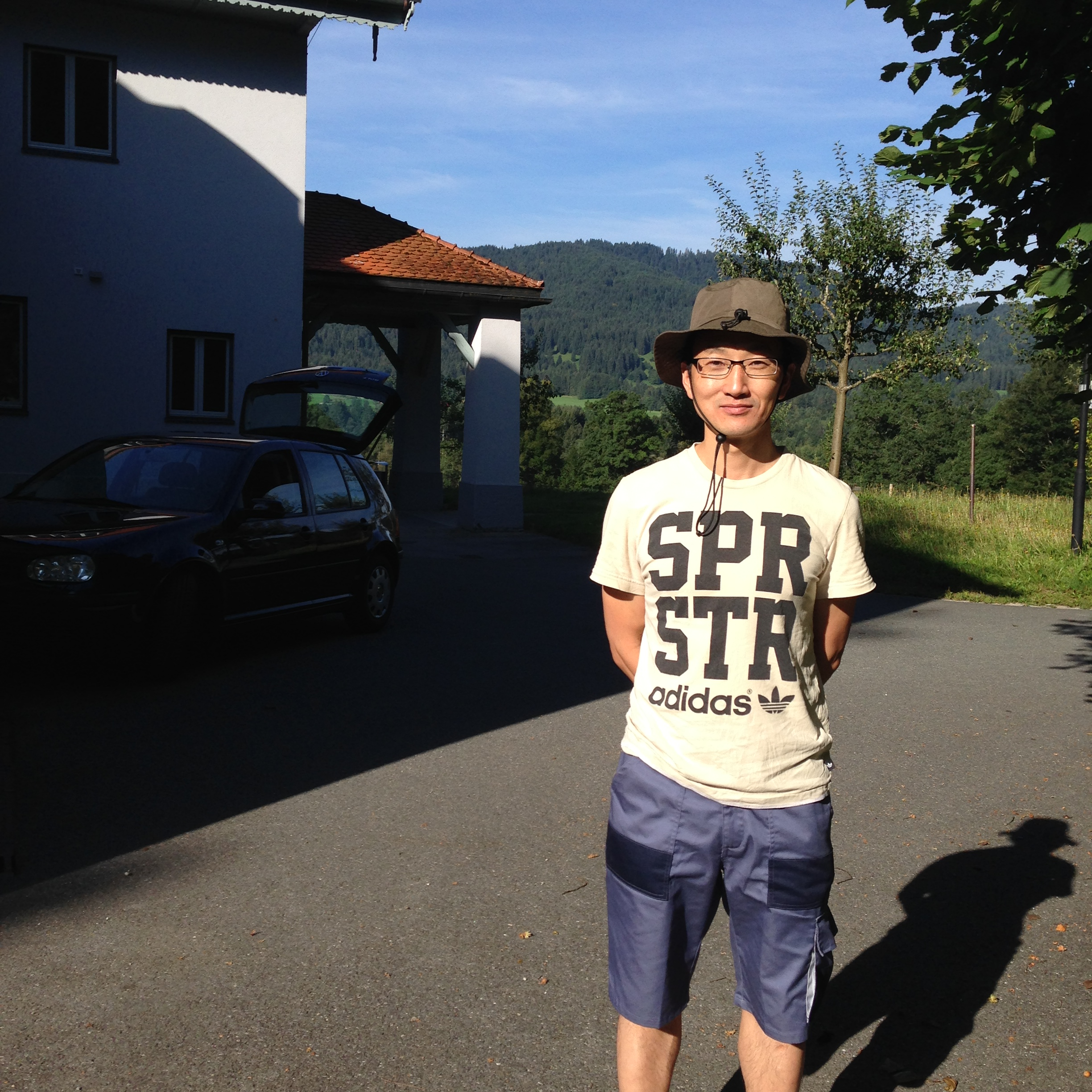
Liu Dejun (2016)

Liu Dejun (Chinesisch: 刘德军; geboren 1976 in Hubei, China) ist ein Menschenrechtsaktivist und Blogger aus der Volksrepublik China. Seine Arbeit konzentriert sich auf die chinesische Demokratiebewegung sowie die chinesische Menschenrechtsbewegung. Liu ist Stipendiat des Programms Writers in Exil in Deutschland und lebt in Nürnberg. Im Jahr 2007 gründete er den Hilfsverband für Arbeitsrecht in der Provinz Guangdong, um chinesischen Arbeitern zu helfen. Liu beteiligte sich an vielen Menschenrechtsfällen und berichtete über diese auf der Internetseite Boxun, auf seiner Twitterseite, bei Facebook und in Blogs. Alle seine Blogs wurden jedoch in China von der chinesischen Behörde gelöscht. Daraufhin erstellte Liu einen neuen Blog in Deutschland.

## Biographie
Liu Dejun studierte an einer Polizeiuniversität und arbeitete anschließend als Pädagoge in einem Gefängnis. Über westliche Radiosendungen erfuhr er von den Missständen, denen chinesische Menschenrechtsaktivisten ausgeliefert sind. Deshalb ging er 2000 nach Peking, um sich dort mit anderen Dissidenten zusammenzutun. Im Jahr 2003 arbeitete er in einer Fabrik in Guangdong und begann, Menschenrechtsverletzungen zu dokumentieren. Da er die in derselben Fabrik tätigen Wanderarbeiter über ihre Arbeitsrechte aufklärte, wurde ihm gekündigt. 2007 gründete er eine Organisation, die Wanderarbeitern half, sich durch Rechtsbelehrung vor Willkür und Ausbeutung zu schützen. Dafür wurde er verhaftet, stand jedoch nach seiner Freilassung Hausbesitzern bei, deren Häuser durch Großprojekte abgerissen wurden. Themenschwerpunkte seiner Blogs blieben polizeiliche Willkür bei Verhaftungen, Verfolgungen und Misshandlungen.

## Verhaftungen
Wegen seiner Tätigkeit wurde Liu viele Male in China verhaftet. Am 28. Dezember 2008 nahm ihn die Polizei in Guangdong fest und folterte ihn, da er mit Li Tie, Yang Yong und anderen Aktivisten Flugblätter mit demokratischem Inhalt verschickt hatte. 
Als er 2010 den Fall von Qian Yunhui untersuchte, wurde er zweimal in der Wohnung von Huang Wie von rund 20 schwerbewaffneten Polizisten verhaftet. Da Liu im gleichen Jahr die chinesische Aktivistin Ni Yulan unterstützte, wurde er mitten in der Nacht von Beamten des Sicherheitsdienstes aus Peking festgenommen und gefoltert und anschließend außerhalb Pekings in den Bergen ausgesetzt. Liu sagte bei einem Interview, dass er „verprügelt, mit Elektrostangen unter Schock gesetzt und anschließend Kälte und Hunger ausgesetzt“ wurde, wodurch Gesicht und Hals durch die Elektroschocks „schwarz wie Isoliermaterial“ gewesen sein sollen. Der bekannte Künstler Ai Weiwei drehte einen Dokumentarfilm über diese Ereignisse.
Nach Lius Aufruf, dem Arabischen Frühling auch in China zu folgen, wurde er 2011 vom Sicherheitsdienst der chinesischen Zentralregierung in Peking entführt und in vier geheime Stützpunkte des Volksgerichts gebracht. Ihm wurde seine Kleidung gewaltsam weggenommen, Liu wurde viele Male geschlagen und mit einem Elektroschockgerät gefoltert. Er bekam nichts zu essen und erhielt nachts keine Decke. Darüber hinaus wurde seine Familie verhört und belästigt, und Freunde von ihm verschwanden.

## Emigration
Im Jahr 2013 kam Liu mit Hilfe von PEN und der Menschenrechtsorganisation Front Line Defenders nach Brüssel und danach nach Irland. Nach drei Monaten erhielt Liu ein Stipendium für Schriftsteller im Exil. Nun lebt er in Nürnberg und setzt sich immer noch für Demokratie und Menschenrechte in China ein.
Im Februar 2014 wurde Liu Dejuns chinesischer Blog gelöscht. Liu eröffnete daraufhin die Internetseite freeinchina.org, um dort weiterhin über Menschenrechtsverletzungen in China zu berichten. 
Seit Oktober 2015 studiert Liu an der Friedrich-Alexander-Universität in Erlangen bei Nürnberg Politikwissenschaften und Öffentliches Recht. Seit 2017 studiert er Rechtswissenschaft, um dabei zu helfen, in China ein Rechtssystem zu etablieren.